# Nova Timboteua
8puá
Nova Timboteua est une municipalité brésilienne située dans l'État du Pará.